# Montret
Montret est une commune française située dans le département de Saône-et-Loire, en région Bourgogne-Franche-Comté.

## Géographie
Montret se situe en Bresse louhannaise.

### Climat
Pour des articles plus généraux, voir Climat de la Bourgogne-Franche-Comté et Climat de Saône-et-Loire.
En 2010, le climat de la commune est de type climat océanique dégradé des plaines du Centre et du Nord, selon une étude du Centre national de la recherche scientifique s'appuyant sur une série de données couvrant la période 1971-2000. En 2020, Météo-France publie une typologie des climats de la France métropolitaine dans laquelle la commune est exposée à un climat semi-continental et est dans la région climatique Bourgogne, vallée de la Saône, caractérisée par un bon ensoleillement (1 900 h/an), un été chaud (18,5 °C), un air sec au printemps et en été et des vents faibles.
Pour la période 1971-2000, la température annuelle moyenne est de 11 °C, avec une amplitude thermique annuelle de 17,6 °C. Le cumul annuel moyen de précipitations est de 946 mm, avec 11,6 jours de précipitations en janvier et 7,7 jours en juillet. Pour la période 1991-2020, la température moyenne annuelle observée sur la station météorologique de Météo-France la plus proche, « Montpont », sur la commune de Montpont-en-Bresse à 14 km à vol d'oiseau, est de 11,8 °C et le cumul annuel moyen de précipitations est de 1 026,2 mm. 
La température maximale relevée sur cette station est de 40,3 °C, atteinte le 31 juillet 2020 ; la température minimale est de −16,5 °C, atteinte le 20 décembre 2009,,.
Les paramètres climatiques de la commune ont été estimés pour le milieu du siècle (2041-2070) selon différents scénarios d'émission de gaz à effet de serre à partir des nouvelles projections climatiques de référence DRIAS-2020. Ils sont consultables sur un site dédié publié par Météo-France en novembre 2022.

## Urbanisme

### Typologie
Au 1er janvier 2024, Montret est catégorisée commune rurale à habitat dispersé, selon la nouvelle grille communale de densité à sept niveaux définie par l'Insee en 2022.
Elle est située hors unité urbaine et hors attraction des villes,.

### Occupation des sols
L'occupation des sols de la commune, telle qu'elle ressort de la base de données européenne d’occupation biophysique des sols Corine Land Cover (CLC), est marquée par l'importance des territoires agricoles (74,4 % en 2018), une proportion sensiblement équivalente à celle de 1990 (74,9 %). La répartition détaillée en 2018 est la suivante : zones agricoles hétérogènes (49,7 %), forêts (21,9 %), prairies (13,7 %), terres arables (10,9 %), zones urbanisées (3,7 %). L'évolution de l’occupation des sols de la commune et de ses infrastructures peut être observée sur les différentes représentations cartographiques du territoire : la carte de Cassini (XVIIIe siècle), la carte d'état-major (1820-1866) et les cartes ou photos aériennes de l'IGN pour la période actuelle (1950 à aujourd'hui).

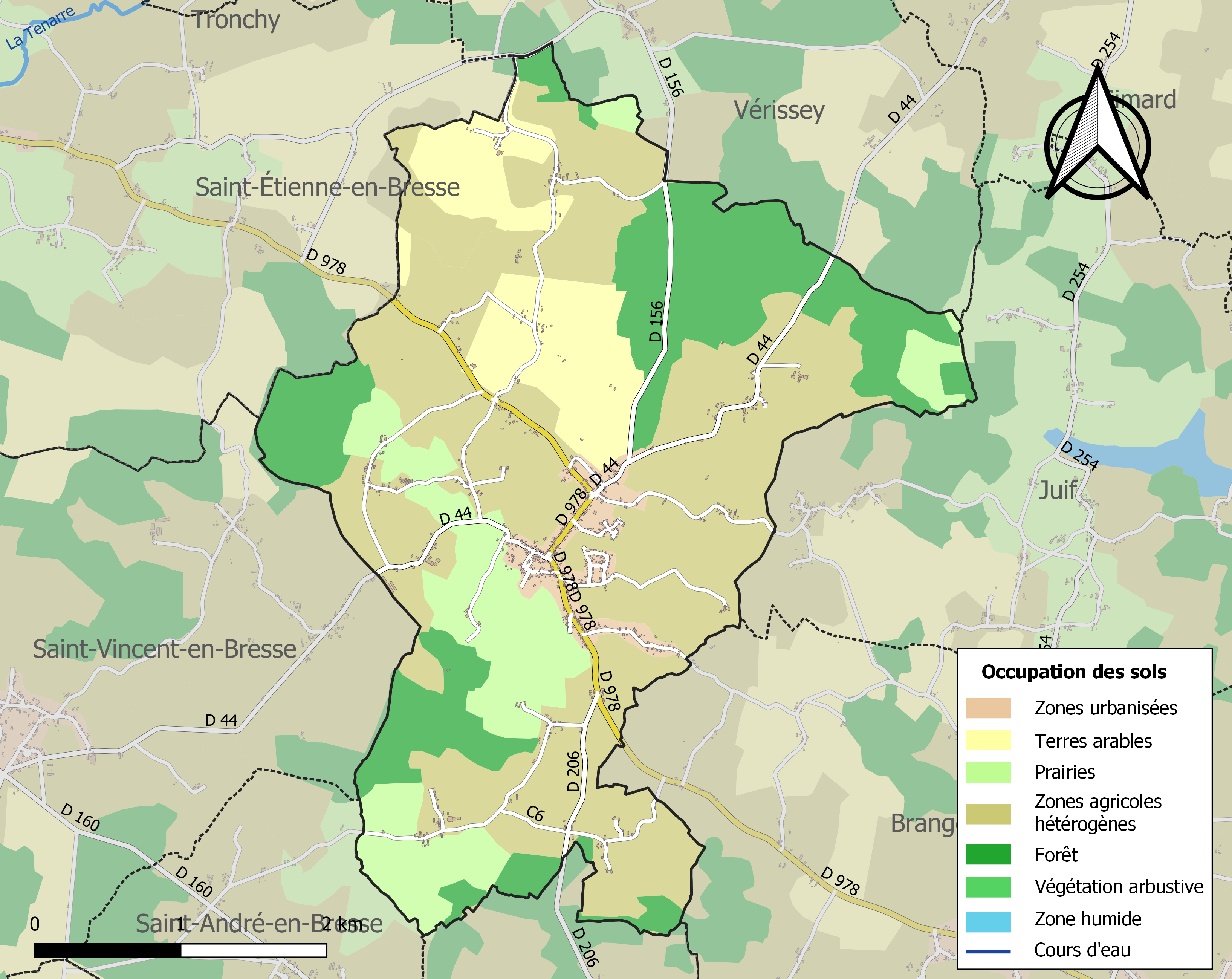
Carte des infrastructures et de l'occupation des sols de la commune en 2018 (CLC).

## Histoire
L'église ancienne a été démolie en 1861, un an avant la construction de la nouvelle.

## Héraldique
| Blason de Montret | Blason  | D'azur au chevron d'or accompagné de deux coquilles en chef et d'une rose en pointe aussi d'or. |
| Blason de Montret | Détails | Le statut officiel du blason reste à déterminer.                                                |

## Politique et administration

### Tendances politiques et résultats

#### Élections présidentielles
Le village de Montret place en tête à l'issue du premier tour de l'élection présidentielle française de 2017, Marine Le Pen (RN) avec 33,96 % des suffrages. Mais lors du second tour, Emmanuel Macron (LaREM) est en tête avec 51,41 %.

#### Élections législatives
Le village de Montret faisant partie de la quatrième circonscription de Saône-et-Loire, place lors du 1er tour des élections législatives françaises de 2017, Cécile Untermaier (PS) avec 26,94 % ainsi que lors du second tour avec 67,01 % des suffrages.
Lors du 1er tour des élections législatives françaises de 2022, Cécile Untermaier (PS), députée sortante, arrive en tête avec 36,63 % des suffrages comme lors du second tour, avec cette fois-ci, 54,51 % des suffrages.

#### Élections régionales
Le village de Montret place la liste « Pour la Bourgogne et la Franche-Comté » menée par Gilles Platret (LR) en tête, dès le 1er tour des élections régionales de 2021 en Bourgogne-Franche-Comté, avec 27,88 % des suffrages. Lors du second tour, les habitants décideront de placer la liste de « Notre Région Par Cœur » menée par Marie-Guite Dufay, présidente sortante (PS) en tête, avec cette fois-ci, près de 39,88 % des suffrages. Devant les autres listes menées par Julien Odoul (RN) en seconde position avec 28,32 %, Gilles Platret (LR), troisième avec 27,17 % et en dernière position celle de Denis Thuriot (LaREM) avec 4,62 %. Il est important de souligner une abstention record lors de ces élections qui n'ont pas épargné le village de Montret avec lors du premier tour 68,19 % d'abstention et au second, 66.18 %.

#### Élections départementales
Le village de Montret faisant partie du canton de Louhans place le binôme de Mathilde Chalumeau (DVD) et de Anthony Vadot (DVD), en tête, dès le 1er tour des élections départementales de 2021 en Saône-et-Loire avec 60,23 % des suffrages. Lors du second tour, les habitants décideront de placer de nouveau le binôme de Mathilde Chalumeau (DVD) et de Anthony Vadot (DVD) en tête, avec cette fois-ci, près de 72,51 % des suffrages. Devant l'autre binôme menée par Cyriak Cuenin (RN) et Annie Hassler (RN) qui obtient 27,49 %. Il est important de souligner une abstention record lors de ces élections qui n'ont pas épargné le village de Montret avec lors du premier tour 68,01 % d'abstention et au second, 66.18 %.

### Liste des maires de Montret
| Période                                  | Période   | Identité           | Étiquette | Qualité |
| ---------------------------------------- | --------- | ------------------ | --------- | ------- |
| 1982                                     | mars 2008 | Jean-Pierre Carlot |           |         |
| mars 2008                                | en cours  | Sabine Scheffer    |           |         |
| Les données manquantes sont à compléter. |           |                    |           |         |

## Démographie
L'évolution du nombre d'habitants est connue à travers les recensements de la population effectués dans la commune depuis 1793. Pour les communes de moins de 10 000 habitants, une enquête de recensement portant sur toute la population est réalisée tous les cinq ans, les populations de référence des années intermédiaires étant quant à elles estimées par interpolation ou extrapolation. Pour la commune, le premier recensement exhaustif entrant dans le cadre du nouveau dispositif a été réalisé en 2005.

En 2022, la commune comptait 763 habitants, en évolution de −5,1 % par rapport à 2016 (Saône-et-Loire : −1,06 %, France hors Mayotte : +2,11 %).
| 1793 | 1800 | 1806 | 1821 | 1831 | 1836 | 1841 | 1846 | 1851 |
| ---- | ---- | ---- | ---- | ---- | ---- | ---- | ---- | ---- |
| 740  | 811  | 807  | 866  | 877  | 836  | 868  | 880  | 984  |

| 1856 | 1861 | 1866 | 1872 | 1876 | 1881  | 1886  | 1891  | 1896  |
| ---- | ---- | ---- | ---- | ---- | ----- | ----- | ----- | ----- |
| 921  | 938  | 954  | 966  | 987  | 1 035 | 1 016 | 1 015 | 1 015 |

| 1901 | 1906 | 1911 | 1921 | 1926 | 1931 | 1936 | 1946 | 1954 |
| ---- | ---- | ---- | ---- | ---- | ---- | ---- | ---- | ---- |
| 960  | 947  | 923  | 902  | 880  | 873  | 893  | 816  | 799  |

| 1962 | 1968 | 1975 | 1982 | 1990 | 1999 | 2005 | 2006 | 2010 |
| ---- | ---- | ---- | ---- | ---- | ---- | ---- | ---- | ---- |
| 770  | 717  | 596  | 670  | 669  | 646  | 686  | 695  | 779  |

| 2015 | 2020 | 2022 | - | - | - | - | - | - |
| ---- | ---- | ---- | - | - | - | - | - | - |
| 801  | 768  | 763  | - | - | - | - | - | - |

## Lieux et monuments
- L'église, orientée nord-sud de style néo-roman construite en 1862 et éclairée par quinze vitraux. Sont à remarquer : trois tableaux (Descente de Croix, Présentation de l'Enfant-Jésus offerte par l'Empereur en 1869 et Notre-Dame du Perpétuel Secours) et quinze statues (dont une pietà en bois polychrome et un petit saint évangéliste également en bois polychrome). Maître-autel moderne en pierre de Buxy. Le clocher abrite trois cloches, l'une d'elles ayant été baptisée Marie-Gabrielle.

## Personnalités liées à la commune
- Arnaud Montebourg.

## Pour approfondir